# 新潟農業・バイオ専門学校
新潟農業・バイオ専門学校（にいがたのうぎょうばいおせんもんがっこう）は、新潟県新潟市中央区にある専門学校。略称はABio（アビオ）。

## 概要
- 農業、バイオテクノロジー（醸造・食品加工・環境科学）、園芸の3分野で職業教育を実践。新潟から自然栽培・6次産業などの次世代農業のビジネスモデルを担う人材を育成。

## 沿革
- 2011年（平成23年）- 4月1日、開校。
- 2014年（平成26年）- 3月5日、農業と食品を専門に学ぶ4年制大学「開志大学」（仮称）を2017年4月に開学する構想を発表した[1][2][3]。
- 2017年（平成29年）- 2月24日、新潟食料農業大学（2018年4月開学）[4][5]。

## 設置課程

### 農業経営科
- 2年制（定員 40 名）
- 4年制大学併修コース（定員 20名）

### バイオテクノロジー科
- 2年制（定員 30名）
  - 醸造・食品コース
  - 環境科学コース
- 4年制（定員 10 名）
  - 大学併修コース

### 園芸デザイン科
- 2年制（定員 30名）

## 学生生活
- 発芽祭（学園祭）
- 奨学金制度
  - カレッジリーグ奨学金（無利子）、社会人奨学金（無利子）をはじめ、日本学生支援機構奨学金（無利子及び有利子）、新潟県奨学金（無利子）[6]
- 専用アパート・学生寮
  - 8ヶ所[7]
- 校外見学
  - 新潟県農業総合研究所 園芸研究センター[8]
- 国内視察研修
  - サンファームとうみ（東御市）[9]
- 新潟の若手農家が教える！農家の春仕事体験
  - 大越農園（新潟市西蒲区）[10]
- 農業実習・教育連携　
  - 新発田市板山地区農家
- フラワーアレンジメント技術指導
  - フレッシュはな正（株）[11]
- 農業インターンシップ[12][13][14]
- 農業経営体派遣実習
  - 加茂有機米生産組合[15]

## 実績
- 毎日農業記録賞（一般部門）
- 日本農業技術検定 3級・2級
- 全経簿記 3級
- 毒物劇物取扱責任者（一般）（農業用品目）
- 園芸装飾技能士（3級・2級）
- フラワー装飾技能士 （3級・2級）
- 造園技能士（3級・2級）
- 危険物取扱者乙種 4類試験
- バイオ技術者認定試験中級
- 公害防止管理者試験

## 運営主体
- 学校法人国際総合学園

## 交通アクセス
- 公共交通
  - 新潟交通 S6 長潟線・S7 スポーツ公園線 「北谷内」バス停より徒歩すぐ
    - 両路線とも新潟駅南口バスターミナル（1番線）発着（イオン新潟南経由南部営業所行など）
- 車
  - 日本海東北自動車道新潟亀田ICより、都市計画道路弁天線で新潟駅南口方面へ約5分